# سلسلة قيمة عالمية

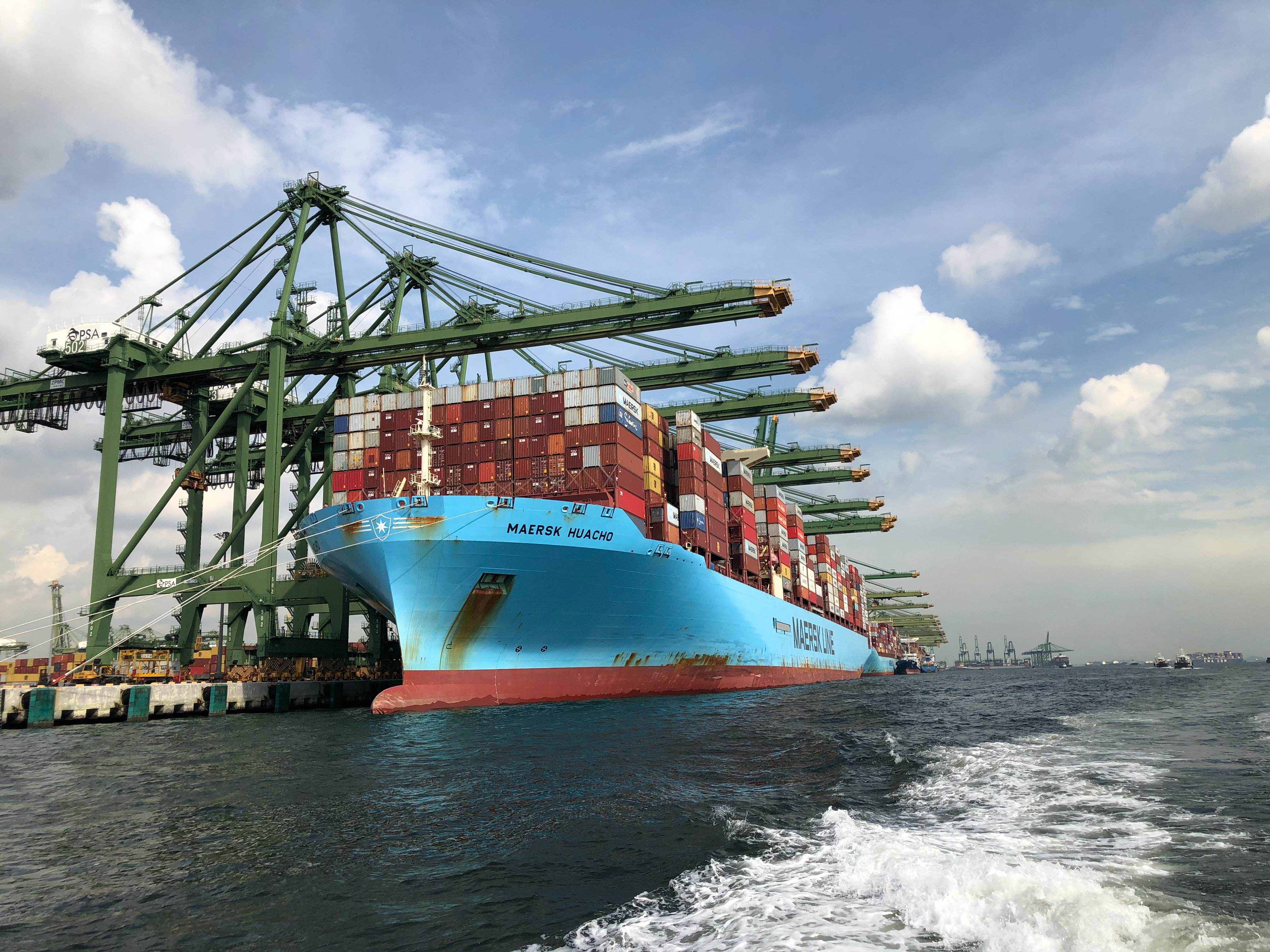
سفينة حاويات ميرسك هواتشو في محطة حاويات باسير بانجانج

يشير مفهوما سلسلة القيمة العالمية (جي فّي سي) وسلسلة التوريد العالمية إلى الأشخاص والأدوار والأنشطة المشاركة في إنتاج السلع والخدمات وتوريدها وتوزيعها، وإلى أنشطة ما بعد البيع عندما يتعين تنسيق هذه الأنشطة عبر المناطق الجغرافية. تشبه سلسلة القيمة العالمية سلسلة القيمة على مستوى الصناعة ولكنها تشمل العمليات على المستوى العالمي.
استخدم مفهوم سلسلة القيمة لتحليل التجارة الدولية في سلاسل القيمة العالمية ويشمل «النطاق الكامل للأنشطة المطلوبة للانتقال بمنتج من مراحل تصوره، عبر تصميمه، والمواد الخام والمدخلات الوسيطة له، وتسويقه وتوزيعه ودعمه حتى وصوله للمستهلك النهائي»، بينما يركز مفهوم سلسلة التوريد على نقل المواد والمنتجات بين المواقع، ويتضمن غالبًا تغيير ملكية تلك المواد والمنتجات. يقتضي وجود سلسلة قيمة عالمية (أي عندما تجرى مراحل مختلفة من إنتاج واستهلاك المواد والمنتجات القيّمة في أجزاء مختلفة من العالم) وجود سلسلة توريد عالمية تشارك في حركة تلك المواد والمنتجات على أساس عالمي.

## في التنمية
تعود الإشارات الأولى إلى مفهوم سلسلة القيمة العالمية إلى منتصف التسعينيات. كانت الإشارات المبكرة متحمسة بشأن امكانيات ترقية البلدان النامية التي انضمت إليها. يصف غاري جيريفي، الرائد في تحليل سلسلة القيمة، في عمله المبكر القائم على البحث حول شركات الملابس في شرق آسيا، عملية التعلم والترقية «الطبيعية» تقريبًا للشركات المشاركة في سلاسل القيمة العالمية. وكرر هذا الخطاب «القائم على التصدير» للبنك الدولي في تقرير «معجزة شرق آسيا» المستند إلى نجاح «نمور» شرق آسيا. في علم الاقتصاد، أضفي الطابع الرسمي على سلسلة القيمة العالمية لأول مرة في ورقة بحثية لهاملز وإيشي ويي في عام 2001. عرّفوا سلسلة القيمة العالمية على أنها المكون الأجنبي للمدخلات الوسيطة المستوردة المستخدمة لإنتاج المخرجات، وجزء الناتج المصدر لاحقًا. أظهر كي-مو يي، بالسماح بمثل هذا الإطار، في ورقة بحثية عام 2003 أنه يمكن تفسير نمو التجارة العالمية كنتيجة للتغيرات المعتدلة في تكاليف التجارة وأطلق على هذه الظاهرة اسم «التخصيص الرأسي».
شجع ذلك البنك الدولي والمؤسسات الرائدة الأخرى على تشجيع الشركات النامية على تطوير قدراتها المحلية عن طريق ترقية القدرات التقنية لاستيفاء المعايير العالمية للشركات متعددة الجنسيات الرائدة التي تلعب دورًا رئيسيًا في مساعدة الشركات المحلية بفضل نقل التكنولوجيا الجديدة والمهارات والمعرفة.
يمكّن التبني الواسع لتكنولوجيا العتاد مفتوح المصدر المستخدمة في التصنيع الرقمي مثل الطابعات ثلاثية الأبعاد، مثل رِب راب، من عكس اتجاه التخصيص العالمي لأنظمة الإنتاج جزئيًا نحو عناصر قد تكون مشتتة جغرافيًا وأقرب إلى المستخدمين النهائيين (الموقع) وبالتالي تعطل سلاسل القيمة العالمية.

### الإطار التحليلي
تعد سلاسل القيمة العالمية شبكات للإنتاج والتجارة عبر البلدان. تتطلب دراسة سلاسل القيمة العالمية حتمًا نظرية تجارية يمكنها معالجة تجارة المدخلات. ولكن، تهتم نظريات التجارة السائدة (نموذج هيكشر-أولين- سامويلسون ونظرية التجارة الجديدة ونظرية التجارة الجديدة الحديثة) بالسلع النهائية فقط. يحتاج الإطار التحليلي إلى نظرية تجارية حديثة أجدد. يقدر اسكيث وميرودوت أن نموذج التجارة الريكاردي في شكله الموسع يتمتع «بميزة» كونه أكثر ملاءمة لتحليل سلاسل القيمة العالمية.
أجرى علماء الاجتماع مثل جاري جيريفي وباحثي علوم الإدارة دراسات سلاسل القيمة العالمية أساسًا، بسبب عدم وجود أداة تحليل مناسبة. يمكنك الاطلاع على علم الأنساب جينيفر بير (2009). بدأت الآن الدراسات عن طريق جدول المدخلات والمخرجات العالمي.

### التنمية والترقية
أصبحت سلاسل القيمة العالمية موضوعًا رئيسيًا في اقتصاديات التنمية وخاصةً بالنسبة للبلدان متوسطة الدخل، لأن «الترقية» ضمن سلاسل القيمة العالمية أصبح شرطًا حاسمًا للنمو المستدام لتلك البلدان.
تعتبر تحليل سلسلة القيمة العالمية «الترقية» سلسلة متصلة تبدأ بـ«ترقية العملية» (كتبني المنتج تقنية أفضل لتحسين الكفاءة)، ثم تنتقل إلى «ترقية المنتج» إذ ترّقى جودة المنتج أو وظيفته باستخدام مواد ذات جودة أعلى أو نظام إدارة جودة أفضل (كيو إم إس)، ثم إلى «الترقية الوظيفية» عندما تبدأ الشركة في تصميم منتجها الخاص وتطور قدرات التسويق والعلامات التجارية وتبدأ في التوريد إلى الأسواق النهائية /العملاء مباشرةً -غالبًا عن طريق استهداف المناطق الجغرافية أو العملاء (الذين لا يخدمهم عملاؤها الحاليون متعددو الجنسيات). وبالتالي، قد تشمل عملية الترقية أيضًا الترقية المشتركة بين القطاعات.
واجهت عملية الترقية في سلاسل القيمة العالمية تحديًا من باحثين آخرين؛ إذ زعم بعضهم بأن الدخول في سلاسل القيمة العالمية لا يؤدي دائمًا إلى الترقية. وزعم بعض المؤلفين بأن عملية الترقية المتوقعة قد لا تنطبق على جميع أنواع الترقية. يزعمون تحديدًا بأن الترقية إلى التصميم والتسويق والعلامات التجارية قد تعاق عن طريق التصدير في ظل ظروف معينة لأن الشركات متعددة الجنسيات لا تهتم بنقل هذه المهارات الأساسية إلى مورديها وبالتالي تمنعهم من الوصول إلى الأسواق العالمية (إلا كموردين) للعميل العالمي الأول.

### الأبحاث الجارية حول الحوكمة وأثرها من منظور تنموي
توجد دوافع وراء الاهتمام المتجدد بسلاسل القيمة العالمية والفرص التي قد تقدمها لبلدان جنوب آسيا. وجد تقرير في عام 2013 أن الانتباه إلى سلسلة الإنتاج، بدلًا من مراحل الإنتاج الفردية، أكثر فائدة. لا يُتوقع من الأفراد المانحين الذين لديهم أولوياتهم وخبراتهم الخاصة أن يقدموا استجابة شاملة للاحتياجات المحددة، بالإضافة إلى المسؤوليات القانونية للعديد من الوكالات المتخصصة. يقترح البحث أن يعدلوا أولوياتهم وطرائقهم بما يتناسب مع الطريقة التي تعمل بها سلاسل الإنتاج، والتنسيق مع الجهات المانحة الأخرى لتغطية جميع الاحتياجات التجارية. ويدعو المانحين والحكومات إلى العمل معًا لتقييم كيفية تأثير تدفقات المساعدات على علاقات السلطة.
حدد جيريفي في ورقته البحثية عام 1994 نوعين رئيسيين من الحوكمة. كان الأول هو السلاسل التي يحركها المشترون، عندما يكون المشترون النهائيون شركات رائدة مثل سلاسل البيع بالتجزئة ومنتجي المواد ذات العلامات التجارية مثل المنتجات الاستهلاكية النهائية (الملابس والأحذية والأغذية). وكان نوع الحوكمة الثاني الذي حدده جيريفي هو السلاسل التي يحركها المنتجون. تحدد فيها الكفاءات التكنولوجية للشركات الرائدة (المنبع عمومًا في السلسلة) القدرة التنافسية للسلسلة.
تشير الأبحاث الحالية إلى أن سلاسل القيمة العالمية تظهر مجموعة متنوعة من الخصائص وتؤثر على المجتمعات بطرق متنوعة. في ورقة نتجت عن مداولات مبادرة سلاسل القيمة العالمية، حددت خمسة أنماط حوكمة لسلاسل القيمة العالمية:
- تمثل السلاسل الهرمية جميع العمليات الداخلية للشركات المتكاملة رأسيًا.
- تشمل السلاسل شبه الهرمية (أو السلاسل الحكر) الموردين أو العملاء الوسيطين ذوي مستويات القدرة المنخفضة، والذين يحتاجون إلى مستويات عالية من الدعم ويخضعون لإدارة سلسلة التوريد المكتملة من الشركات الرائدة (تسمى غالبًا محافظ السلسلة).
- تُظهر حوكمة السلسلة العلائقية والنمطية علاقات دائمة بين الشركات الرائدة ومورديها وعملائها في السلسلة، ولكن مع مستويات حوكمة سلسلة منخفضة غالبًا بسبب امتلاك الموردين الرئيسيين في السلسلة كفاءاتهم الفريدة (و/أو البنية التحتية)، وقدرتهم على العمل بشكل مستقل عن الشركة الرائدة.
- تمثل سلاسل السوق العلاقات الحرة التقليدية الموجودة في العديد من أسواق السلع الأساسية.